# Hanshan
Hanshan (Chinees: 寒山; pinyin: Hánshān; Nederlands: 'Koude berg', leefde in de  9e eeuw) is een figuur die geassocieerd wordt met een verzameling gedichten gemaakt tijdens de Chinese Tang-dynastie in de taoïstische of zentraditie. Niemand weet wie hij was, wanneer hij leefde en stierf of zelfs of hij werkelijk bestond. In de Chinese boeddhistische traditie, worden Hanshan en zijn evenknie Shide geëerd als verschijningen van de bodhisattva’s Mañjuśrī en Samantabhadra. In Japanse en Chinese schilderijen wordt Hansan vaak afgebeeld tezamen met Shide of met Fenggan, een andere legendarische monnik.
Men weet weinig van zijn werk, hij was een kluizenaar in een afgelegen regio en zijn gedichten werden geschreven op rotsen in de bergen, die hij zijn thuis noemde. Van de 600 gedichten die hij zou hebben geschreven zijn er 313 verzameld en bewaard gebleven. Van de 57 gedichten door Shide lijken 7 toch door Hanshan te zijn geschreven, waardoor er 320 gedichten in totaal bewaard bleven.

## Datum
In Lu Jiuyin’s (Chinees: 閭丘胤; pinyin: Lǘqiū yìn) voorwoord bij Hanshan’s gedichten, beweert hij Hanshan en Shide persoonlijk te hebben ontmoet bij de keuken van de Quoqing tempel, maar zij beantwoordden zijn begroeting met gelach en vluchtten. Daarna probeerde hij hen kleren te geven en onderdak, maar schrijft Lu Jiuyin, gouverneur van de Tai, vluchtten zij in een grot die zichzelf sloot en Shide’s sporen verdwenen. Lu Jiuyin verzamelde nu Hanshans geschriften “Gedichten geschreven op bamboe, bomen, stenen en kliffen – en ook die geschreven op muren van huizen”. 
Burton Watson is van mening dat Lu Jiuyin niet bestond en dat zijn voorwoord niet meer is dan een mythe. In zijn introductie tot dit boek zegt hij van Lu Jiuyin’s voorwoord:
(Het voorwoord) is tegengesteld aan Chinees gebruik niet gedateerd. Lu-chiu Yin stelt zichzelf voor als een hoge official en laat zijn naam door een erg imponerende titel voorafgaan. Maar er is maar een andere keer dat deze naam in andere werken in deze periode wordt genoemd en dat refereert bijna zeker aan een andere persoon. Dit feit alleen is bijzonder genoeg, als Lu-chiu Yin zo hoog in de hiërarchie van de bureaucratie stond als hij zegt. Verder suggereert de stijl van het voorwoord, afschuwelijk en wollig, niet de schrijfstijl van een hoge official. Alle andere bronnen die ons iets over Hanshan en Shide vertellen, lijken van latere datum en op deze bron gebaseerd. Bij alles wat we weten, kan het hele verhaal over de twee kluizenaars opgebouwd in het voorwoord, niet meer zijn dan een literaire fictie. Maar de gedichten blijven – meer dan 300… Als de lezer een biografie van Hanshan wil, moet hij dat van de gedichten zelf afleiden.
Als we Watson volgen en naar het voorwoord van Lu Jiuyin alleen de dichter volgen, zien we dat Hanshan zegt dat hij zijn gedichten alleen op rotsen schreef. Nergens zegt hij ze te schrijven op bomen, bamboe, hout of de huizen van mensen. 
De verzameling zou de gehele Tang-dynastie kunnen omspannen zoals Edwin G. Pulleyblank zegt in zijn studie Linguistic Evidence for the Date of Hanshan. 

## Wu Chi-yu in een studie van Hanshan
Wu Chi-yu identificeert hem als de monnik Zhiyan  (智岩, 577–654), maar dat wordt betwijfeld door Paul Demiéville en anderen. De Encyclopedia of China geeft zijn datums rond 712 en na 793. Jia Jinhua kwam tot de conclusie, na de bestudering van Zen frases in ongeveer 50 gedichten, dat deze bijzondere groep gedichten toegeschreven kunnen worden aan de monnik Caoshan Benji (840–901). Maar deze datums voor Zhiyan en Caoshan Benji spreken Hanshan tegen, die zegt ouder te zijn dan beide.

## Leven
In de introductie van zijn vertaling van Hanshans gedichten, beschrijft Burton Watson hem, op basis van zijn gedichten, als een hereboer, bezwaard door armoede en familie-onrust, die na veel wisselingen en misschien een tijdje als lagere official, heremiet werd. Volgens een van zijn gedichten schijnt hij, na het verlaten van huis en reizen aan te komen op de Tianti-berg op een leeftijd van 30 jaar. Hij was geoefend in confuciaanse klassieken:  

出生三十年， Ik ben 30 jaren in de wereld geweest,

當遊千萬里。 En moet een miljoen kilometers hebben gereisd.

行江青草合， Wandelend langs rivieren waar het groene gras groeit.

入塞紅塵起。 En de grens overschrijdend waar het rode zand opwaait.

鍊藥空求仙， Gezuiverde hoeveelheden  voor onsterfelijkheid tevergeefs zoekend.

讀書兼詠史。 Boeken lezend en verhalen volgend.

今日歸寒山， Keerde ik terug naar de koude berg.

枕流兼洗耳。 Nestelde mijzelf bij de beek en waste mijn oren.
- Bibsys: 90642518
- Bibliothèque nationale de France: cb11906825v (data)
- Catàleg d'autoritats de noms i títols de Catalunya: 981060544588806706
- CiNii: DA02656375
- Gemeinsame Normdatei: 119021943
- International Standard Name Identifier: 0000 0001 2102 9783
- Library of Congress Control Number: n80132207
- Bibliotheek van het Japanse parlement: 00426883
- Nationale Bibliotheek van Tsjechië: jn20000700755
- Nationale bibliotheek van Australië: 35167506
- Nationale Bibliotheek van Israël: 987007317016605171
- Nederlandse Thesaurus van Auteursnamen: 073359734
- Réseau des bibliothèques de Suisse occidentale: 02-A005354063
- LIBRIS: 319948
- Système universitaire de documentation: 026913887
- Trove: 849337
- Virtual International Authority File: 89807804
- WorldCat: E39PBJk8X3hDGQqrkfwtTXBpT3